# バルバラ (ジブチ)

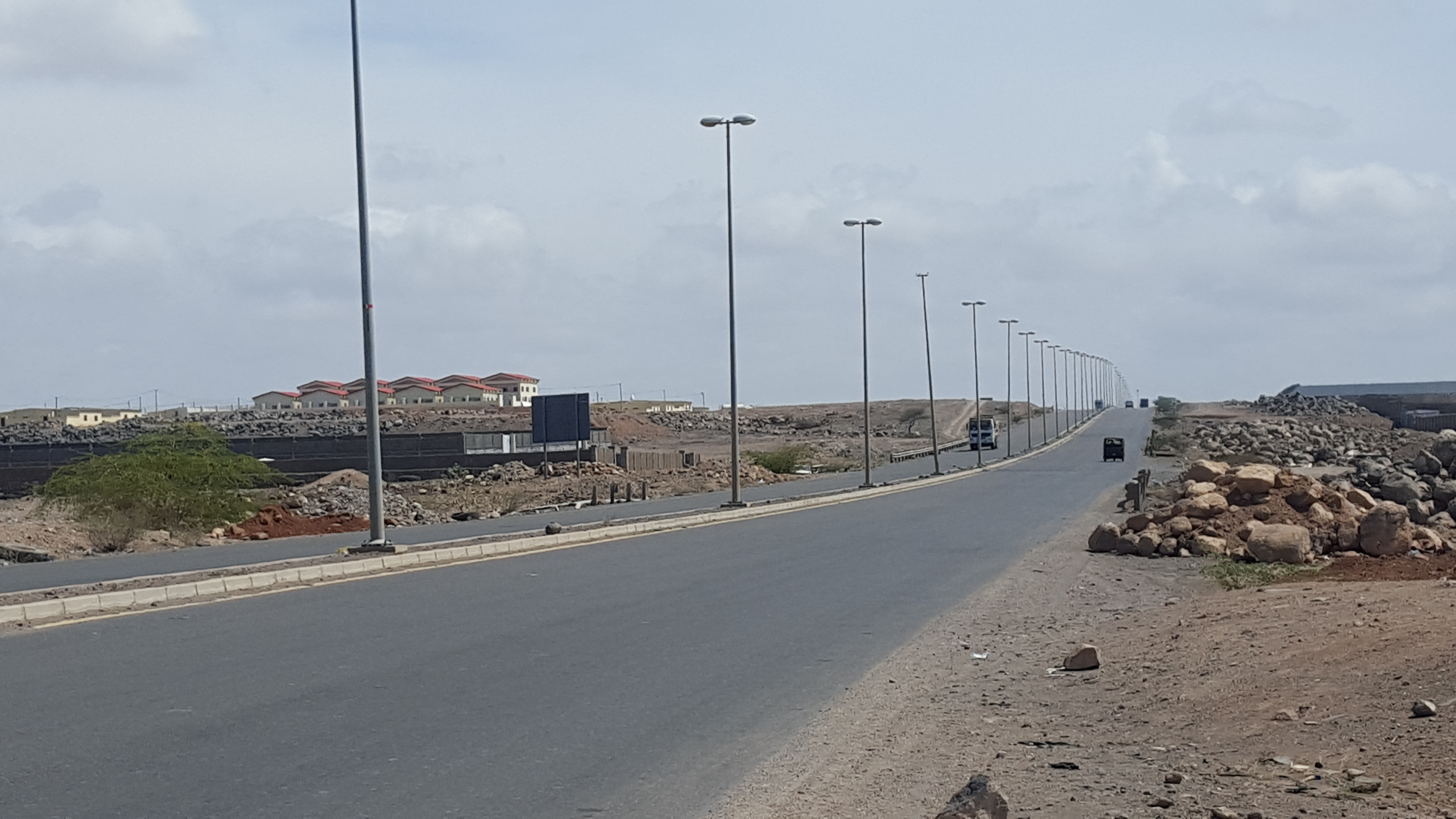
Boulevard Cheikh Maktoum in Balbala

バルバラ (アラビア語: بلبالا、英語: Balbala)）は、アンブーリ川の西、ジブチ市の郊外に位置する地域。地名は、ソマリ語港の灯台からの「点滅」を意味する「bal-bal be」（バルバルベ）に由来する。 
ジブチ市街へのアクセスが制限された1966年以降、バルバラに町が形成された。最初はスラム街だったが、後に学校と病院が建設された。
行政上はジブチ特別市の属するコミューンで、4区と5区の2つの区（Arrondissement）を管轄する。コミューンの面積は128.8平方キロメートル、人口は554,350人（2024年）。

## 歴史
1966年の暴動の後、旧フランス植民地の首都だったジブチ市街との境にチェックポイント（検問所）が設置され、街の入り口にある「破壊的な要素」の侵入を阻止した。
このチェックポイントの周辺では、国内の他の地域からの移住者の集落、非公式の牛市場、キャラバンサライができた。 ジブチ市の警察当局による取り締まりとその後の市街地からの強制送還は、バルバラの成長にさらに寄与し、バルバラは大きなスラム街になった。
1977年のジブチの独立後、チェックポイントは廃止され、後にバルバラはジブチ市の都市開発計画に統合され、正式に住宅地として指定された。
1987年以来、公式的にジブチ市の一部となっている。独立後の最初の10年で、バルバラの人口はさらに3倍になった。
その後、地方から流出した市民による移住が増加したことで住宅地が拡大し、建物の権利は徐々に居住者に移されるにつれ、この地域は強固な宅地造成と学校の建設、その他の公共福祉サービスの提供により都市としての特徴を獲得した。
バルバラには4つの小学校と国内で2番目に大きい病院があり、国内での評判も向上、8万人の人口を抱える地域となった。
1995年には日本の協力により「Fukuzawa中学校」が開校した。3000人近い生徒が通い、現地でも日本の協力の象徴となっている。その後も日本政府の無償資金協力により、新たに小中学校を建設する計画がある（2019年現在）

。
しかしながら、バルバラの大部分は極度の貧困地域であり、住宅の80％以上がトタン板や木板、金属板で構成されている。 また、水道水と電気の普及が遅れており、乳児死亡率も高い。